# Surry Hills
Surry Hills est un quartier du centre-ville de Sydney, dans l'État de Nouvelle-Galles du Sud, en Australie. Il fait partie de la région métropolitaine appelée Eastern Suburbs.
Surry Hills est situé au sud-est du quartier central des affaires de Sydney (CBD) dans la zone d'administration locale de la Cité de Sydney. Il est entouré par les banlieues de Darlinghurst au nord, Chippendale et Haymarket à l'ouest, Moore Park et Paddington à l'est et au sud Redfern.

## Histoire

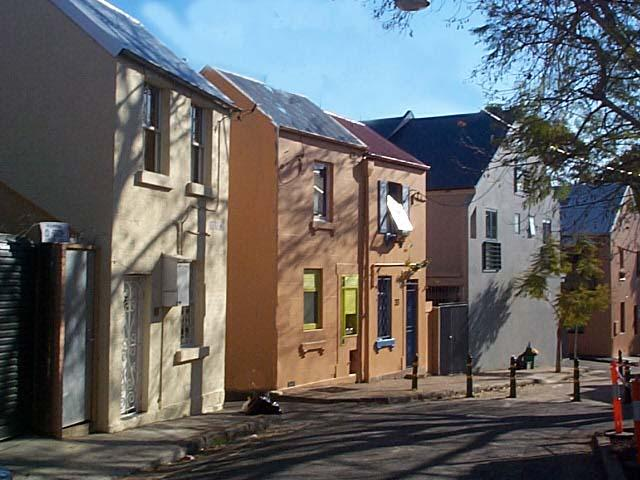
Une petite rue calme à Surry Hills.

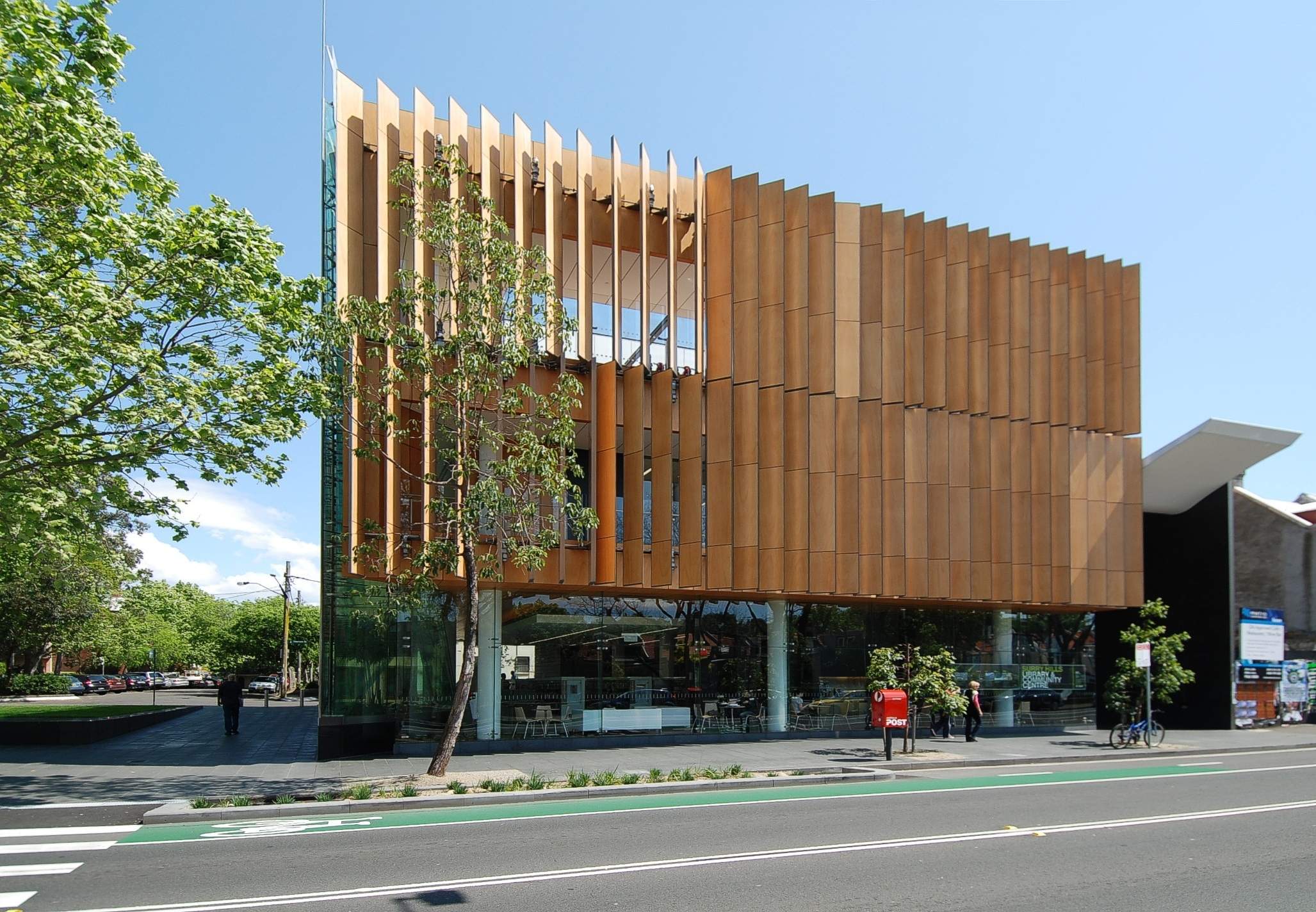
Bibliothèque et centre communautaire de Surry Hills.

Dans les premières années du XIXe siècle, la région située autour de ce qui forme aujourd'hui le Prince Alfred Park était constituée de terrains non aménagés connus sous le nom Paddocks du gouvernement ou Cleveland Paddocks. Quelques villas ont été construites dans la banlieue vers la fin des années 1820. Le quartier est resté l'un des plus contrastés de la ville durant une grande partie du XIXe siècle, où les maisons des riches marchands qui se mêlaient à celles des commerçants et des ouvriers.
En 1820, le gouverneur Lachlan Macquarie a ordonné la consécration du cimetière dans Devonshire Street. Un mur de briques a été construit avant toute inhumation qui a eu lieu de joindre à ses quatre acres. Dans un délai de quatre ans, le cimetière a été agrandi par l'ajout de sept hectares au sud. Une route a été tracée le long de la limite sud du cimetière dans la première moitié des années 1830 et a été baptisée Devonshire Street. Le cimetière Devonshire Street, où plusieurs des premiers colons ont été enterrés, a ensuite été transféré lors la construction de la gare centrale de Sydney qui a été ouverte le 4 août 1906. La zone autour de Cleveland Street et Elizabeth Street était connu sous le nom de Strawberry Hills, dont un bureau de poste, situé à l'intersection de ces deux artères, existe depuis nombreuses années.
Des maisons et chalets de travailleurs ont été construits à Surry Hills dans les années 1850. Des industries légères se sont établies dans la région, notamment dans le commerce de chiffon (industrie de l'habillement). Elle est devenue une banlieue ouvrière, majoritairement habitée par des immigrants irlandais. La banlieue a développé une réputation pour le crime et les vices.
Surry Hills a été favorisée par les familles nouvellement arrivées après la Seconde Guerre mondiale lorsque les valeurs de propriété étaient faibles et le logement était bon marché. Depuis les années 1980, la région s'est embourgeoisée, puisque beaucoup de vieilles maisons et de bâtiments ont été restaurés. Les nombreux nouveaux résidents de la classe moyenne pouvant désormais bénéficier des avantages de la vie du centre-ville.

## Caractéristiques urbaines
Surry Hills a un mélange de bâtiments résidentiels, commerciaux et de zones industrielles. Il reste le principal centre de Sydney pour les activités de commerces de gros, surtout sur le côté ouest. Crown Street est le cœur de la communauté de Surry Hills, avec un mélange de cafés, de restaurants, de magasins de mode et d'articles ménagers. Le Surry Hills Shopping Village (anciennement Redfern Shopping Village) est un centre commercial sur Cleveland Street, à la limite du quartier de Redfern. Oxford Square est un centre commercial sur Oxford Street, à la limite du quartier de Darlinghurst. Surry Hills marchés ont lieu à Shannon reserve à l'angle de Crown Street et de Collins Street, le premier samedi de chaque mois.
Le Surry Hills Festival est un événement communautaire annuel, qui attire des dizaines de milliers de visiteurs, qui s'est tenue à Prince Alfred Park. La Bibliothèque Surry Hills et centre communautaire s'y trouvent aussi. Le bâtiment a été «conçu pour atteindre l'excellence dans la conception durable et établir de nouvelles normes de performance environnementale, selon le site internet de la ville de Sydney.